# Milczenie (utwór Cypriana Kamila Norwida)
Milczenie – rozprawa Cypriana Kamila Norwida o charakterze filozoficznym i literackim, napisana około 1882 roku. Opublikowana w piśmie „Chimera” w 1902.
Tematem utworu jest przemilczenie, rozumiane jako część mowy. W opinii Norwida każde zdanie zawiera w sobie taką ukrytą część, którą rozwija zdanie następne. Prawidło to można zastosować również do dziejów literatury i ludzkości w ogóle. Tworzy tam porządek: legenda – epopeja – historia – anegdota – rewolucja. Autor rozmyśla również nad innymi postaciami milczenia i krytykuje cywilizację wielkomiejską.

## Charakterystyka
Milczenie stanowi odbicie warszawskich doświadczeń Norwida, kiedy bieżące wydarzenia musiał przemilczać lub szyfrować ze względu na cenzurę, jego refleksji o znaczeniu ciszy (Białe kwiaty) i zdobytą wiedzą na temat spartańskiego lakonizmu i pitagorejskiego nakazu milczenia. Swoje refleksje próbował najpierw zawrzeć w niedokończonym poemacie, zatytułowanym Milczenie, potem w rozprawie prozą. W liście z połowy 1882 pisał do Teofila Lenartowicza: Pracuję troszkę nad poematem w pięciu pieśniach pod tytułem «Milczenie». Poemat zaginął, zachowała się natomiast rozprawa, pisana prawdopodobnie w tym samym czasie, a więc w 1882. Norwid podjął w nim temat milczenia, a ściślej przemilczenia, które scharakteryzował jako pominiętą przez gramatyków żywotną część mowy. Stanowi ono ukrytą część zdania, która jest z kolei rozwijana przez zdanie następne, ukrywające treść rozwijaną w zdaniu trzecim itd. Ciąg przemilczeń można zaobserwować, zdaniem Norwida, nie tylko w rozmowie, ale również w dziejach literatury i dziejach w ogóle. Układają się tam w porządek: legenda – epopeja – historia – anegdota – rewolucja.

## Treść

### Część wstępna
Nie sposób obudzić śpiącego grzecznie. Trzeba go bowiem z jednej rzeczywistości przenieść w inną. Stąd pochodzi niechęć do każdego nowego pomysłu czy wynalazku. Są nawet tacy, którzy twierdzą, że nic nowego nie może być nawet pomyślanym, wskazując, że wszystko już kiedyś było. Pewien znajomy autora przyjmując medal, zmieszał się. Zapytany potem o to przyznał, że dzięki medalowi po raz pierwszy zobaczył własny nos z profilu. Są więc jeszcze rzeczy nowe, które można ukazać ludzkości. Obdarowany uznał wszelako, że są to sprawy, o których się nie mówi.
Są więc stopnie szczerości, które się uznaje wspólnym milczeniem, a które starożytnym nie były znane. Nie znali oni uśmiechu zduszonego umysłu i wątpiącego serca. Może jeden Diogenes już go przeczuwał, gdy widząc mędrców szukających prawdy, zapytywał, kiedy będą mieli czas ją praktykować. Ze wszystkich mędrców starożytnych słowa jednego Diogenesa brzmią współcześnie, tak że można, by go nazwać Hamletem filozofii, gdyby Platon nie nazwał go wcześniej obłąkanym Sokratesem. Jego znaczenie nie zostało dotąd właściwie ocenione: przesadzał, by jego następcy mogli postępować z umiarem. Należy on do heroicznego okresu filozofii greckiej, który zaczyna się od Ajschylosa, wypowiadającego idee za pomocą postaci, a kończy dialogami platońskimi, których bohaterowie pytają o Boga, prawdę i cnotę, dopełniając olimpijskie dialogi Ajschylosa.
Należy wiec zapytać czy przez przybliżenie czy przez system lepiej dociera się do prawdy i dobra. Pytanie to nawiązuje do wcześniej przytoczonej wypowiedzi Diogenesa. Wydaje się bowiem, że człowiek dysponuje jedną wiedzą tymczasową do codziennych potrzeb, a drugą obiecaną. Obydwie są warunkowe i nie przynoszą odpowiedzi tylko zwłokę w odpowiedzi, przemilczenia i niedopowiedzenia. System nie służy prawdzie lecz jednakowo kolejnym prawdziwym i fałszywym twierdzeniom. Gdyby był zupełny i całkowity, lecz jemu zawsze zależy bardziej na mierze i symetrii. Dlatego wydaje się, że to przybliżenie jest najwłaściwszą formą działania ducha ludzkiego.
Znajomy autora umówił się z nim pod Biblioteką paryską, żeby ją zwiedzić. Spóźnił się jednak i ledwie zdążyli ją obejść dookoła. Z perspektywy kilku wielkich ksiąg starożytności autor zastanawia się ku czemu zmierza obecna obszerna twórczość literacka, która powoduje, że trzeba niemal stracić wzrok, by zdobyć jakie takie oczytanie, gdy w dziewięciuset periodykach ukazuje się tyleż romansów w odcinkach i tylko ten ostatni jest interesujący. Osoba, która próbuje zdobyć wiedzę trafia na przypadkowe odpryski, więcej osiągając braków niż pojęć. Wiedzę zdobywa się dla wiedzy, a człowiek bywa igraszką swej ciekawości. Człowiek chce wiedzieć po co pracuje. Dlatego chciałby zapytać mędrca, czy człowiek może wszystko wiedzieć.

### Druga część, właściwa: gramatyczna, filozoficzna i egzegetyczna
We wszystkich gramatykach została opuszczona jedna część mowy: przemilczenie. Gramatycy podejrzewali jej istnienie, ale zamiast milczenia uczynili częścią mowy wykrzyknik, który jest poza składnią i pojawia się tam, gdzie się wyrywa gwałtem z zestawienia słów. Przeciwnie jest z przemilczeniem, które daje się wyczytać w każdym zdaniu i jest logicznym powodem następnego zdania, tak że to co ogłasza drugie zdanie jest tylko efektem przemilczenia zdania poprzedniego. Gramatycy zajmują się jakąś abstrakcyjną i bladą mową, która nie istnieje, podczas gdy ona, ponieważ jest mową musi koniecznie być dramatyczna. Nawet monolog jest rozmową ze sobą albo duchem rzeczy. Skoro mówisz: jakże się miewasz przyjacielu, przemilczane jest, że go dawno nie widziałeś. To przemilczenie stanie się wygłosem następnego zdania: Ponieważ cię nie widziałem, tym żywiej się pytam.

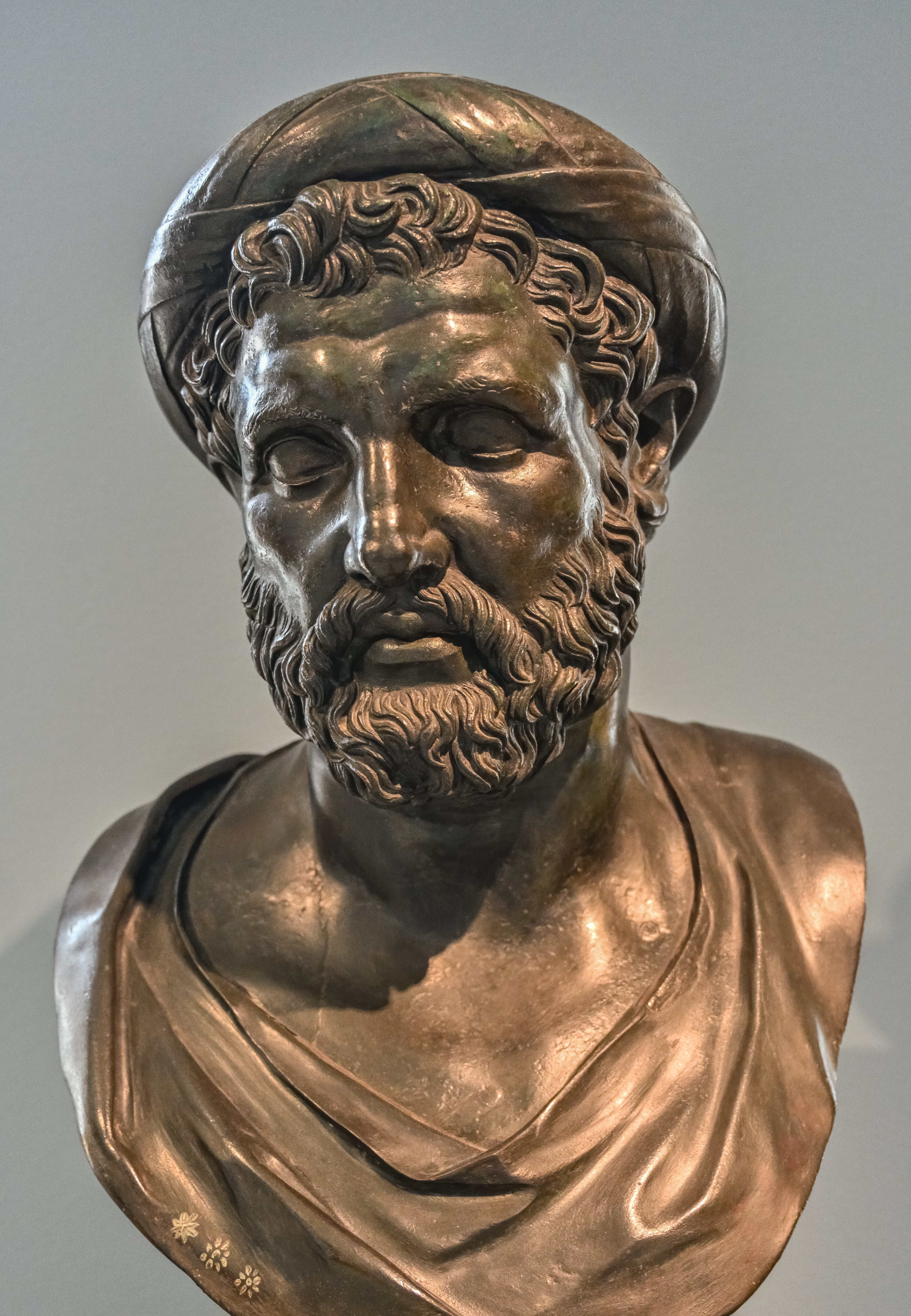
Pitagroas

Milczenie filozoficzne wiąże się z osobą Pitagorasa, który poznał je w Babilonii. Poddania się kilkuletniemu milczeniu przez uczniów Pitagorasa nie można wytłumaczyć chęcią przywrócenia równowagi pomiędzy zmysłami a wnętrzem. Jego głęboka przyczyna tkwi w tym, że człowiekowi nie wystarczy wiedzieć wszystko, chce poznać zawsze więcej, również swą niewiedzę i jej rozmiary. Współczesny specjalista staje się z czasem doskonałą częścią maszyny. Dlaczegóż by poszukiwacz ogólniejszej wiedzy nie mógł posiąść wiedzy ogólnej. Dostąpienie czy bodaj zbliżenie się do kanonu wiedzy było obietnicą złożoną podejmującemu milczenie uczniowi Pitagorasa. Stało się również udziałem proroka Ezechiela przebywającego w Babilonii. Realizowała się ona za pośrednictwem paraboli poprzez praktykę milczenia, która miała zbliżyć osobę milczącą do monologu wiecznego, na tyle na ile by mogła się ona zbliżyć. Ci którzy dochodzili do tego stanu niechętnie wracali do używania słowa, tym się tłumaczy pozorna ciemność wyrażeń Pitagorasa i przypisywana mu zdolność słyszenia harmonii sfer. Późniejsi monologiści osiągali moc prorocką tylko odnośnie wielkich wydarzeń. I tak w czasie wojny peloponeskiej, gdy Ateńczycy uchwalili wyprawę przeciw Sycylii, jeden spośród nich o imieniu Meton, poszedł i podpalił swój dom, żeby uzmysłowić swym rodakom skutki ich przedsięwzięcia. O wiele późniejszy prorok, spotkawszy świętego Pawła zdążającego do Rzymu, związał swe ręce pasem, na znak co czeka apostoła w stolicy imperium. Z tej tradycji wywodzi się również lakonizm i monumentalny styl rzymski.
Znajomy, o którym Norwid już pisał, po obejrzeniu biblioteki, zabrał go na wzniesienie, z którego widać było całe miasto z całym jego gwarem i energią w dole. Autor powziął wówczas zamiar by, jak Ajschylos, który za pomocą dwóch postaci opisywał cały naród, opisać to miasto. Pierwsza postać niczego nie zna, niczego do siebie nie dopuszcza, prócz zainteresowania sobą i swą pasją. Innymi interesuje się tylko o ile wchodzą w krąg jego zainteresowania. Tak że mimo pozornej ruchliwości nie opuszcza punktu wyjścia. Druga postać chce się tylko upodobnić do mody swego czasu i podobać się. Odczytuje mniemania swego rozmówcy i do nich się dostosowuje. Jeśli pierwsza nie opuszczała punktu wyjścia, ta nie ma go wcale. Pierwszy jest stale się rozwijającym personalizmem, drugi przemysłową asymilacją. Żaden nie dodaje ani jednego słowa do prawdy bezwzględnej i bezinteresowności wiedzy. Jakże wielkie jest milczenie tego miasta, mimo jego bezustannego gwaru i zamętu.

### Trzecia część
Gdyby literatury rozwijały się wraz ze wzrostem swego dorobku, u jej początków byłyby książki dla dzieci, a nie utwory nacechowane solennością i uczuciem wielkości: hymny, epika, rozważania moralne. W początkach literatur nie występuje powieść. Pierwotny umysłowo człowiek był poetą. Warto przy okazji zwrócić uwagę, że mówimy Hezjod i Homer, choć poetycki psalmiczny żywioł Hezjoda jest o wiele starszy, mimo że odzywa się jeszcze u znacznie młodszych poetów jak Pindar czy Horacy. Żywioł taki potrafi przetrwać kilka epok na drugim planie. Jednak chronologicznie pierwszym powinien być nie Orfeusz czy Hezjod, lecz Tales Gortyński, który był jednocześnie muzykiem, prawodawcą i poetą. Orfeusz został rozszarpany za to, że przyniósł północnemu światu ewangelię indywidualnej miłości do kobiety. Wcześniej małżeństwo zawierano przez posłańca lub zaufanego sługę, który miał sprawdzić czy kandydatka jest zdrowa, płodna i z dobrego rodu. Rządziła przyrodzona ogólność płciowa i ona to rozszarpała Orfeusza.
Tak jak z gramatyką, gdzie to co przemilczane w pierwszym zdaniu, zostaje wypowiedziane w następnym, ma się rzecz również z dziejami literatury. Dziełami pierwotnego człowieka – poety są dumania i inwokacje do bogów. Przemilcza się człowieka. W kolejnej epoce poeta woła więc: Człowieka, o! Muzo wypowiedz. Tak rodzi się opowieść o bohaterskich czynach i cierpieniach – epopeja. Co przemilcza epopeja? Poziomą treść historyczną: interesy, finanse, walki polityczne państw i narodów. Epoka historii znowu przemilcza anegdotę, to jest tajemnice psychologii, biografii, za małe i zbyt liczne dla historiografa. Po Anegdocie przychodzi Rewolucja. Anegdotą jest obecnie powieść i romans. Za Augustów były nią cztery Ewangelie. Układ Legenda – Epopeja – Historia – Anegdota – Rewolucja zastosowany do Biblii, należy rozdzielić na dwa okresy przed i po Mojżeszu, który jest wyrosłym z anegdoty wielkim Bożym rewolucjonistą. Z nim przychodzi cudowna Legenda jego misji, dalej Epopeja Sędziów, Historia z Królami i Anegdota z Eklezjastą, wreszcie wielka chrześcijańska Rewolucja.